# Sheppard Air Force Base
La Sheppard Air Force Base è uno dei più importanti aeroporti dell'United States Air Force nonché la più grande base di formazione diversificata dell'Air Education and Training Command. La base è chiamata in onore del senatore del Texas John Morris Sheppard, un sostenitore dei preparativi militari prima della seconda guerra mondiale.
La base è seguita dall'82d Training Wing che fornisce formazione tecnica specialistica e medica, e formazione per gli ufficiali di campo, per Avieri e per civili di tutti i reparti militari, anche a cittadini stranieri.
L'80th Flying Training Wing (80 FTW), che conduce il programma Euro-NATO Joint Pilot Training Jet (ENJJPT), l'unico al mondo multinazionale presidiato e gestito per il programma di addestramento in volo di charter e per la preparazione di piloti da combattimento, sia per USAF e NATO.

## Reparti

### 82d Training Wing
L'82 TRW è un reparto aereo, privo di velivoli, che conduce tutta la formazione tecnica di Sheppard. Il Training Group 982d, sotto la TRW 82d, fornisce istruzioni in una vasta gamma di specialità a Sheppard e anche in più di 60 Forze Aeree in tutto il mondo. Il gruppo di sostegno 82d, 82d Gruppo Logistico, e 82d Gruppo Medico supporta tale organizzazione.

### 80th Flying Training Wing
Il compito del reparto 80 FTW è quello di fornire una potenza aerea da combattimento, producendo i migliori piloti di caccia per l'alleanza Atlantica. È sede del programma Euro-NATO Joint Jet Pilot Training (ENJJPT). Ed è l'unica organizzazione multinazionale con un comandante aereo dell'USAF e un comandante di gruppo d'operazione delle Forze Aeree Tedesche nelle due posizioni più alte di leadership. Gli ufficiali di comando e delle operazioni degli squadroni nell'addestramento di volo vengono scelti tra le nazioni partecipanti, mentre il comandante dell'80º Reparto di Supporto Operazioni è sempre dalla USAF.
Inoltre, i funzionari di tutte le 13 nazioni partecipanti occupano le posizioni subordinate di leadership di tutto il reparto aereo. Nove nazioni - Belgio, Danimarca, Germania, Italia, Paesi Bassi, Norvegia, Turchia, Spagna e Stati Uniti - forniscono piloti istruttori in base al loro numero di allievi piloti. Canada, Grecia, Portogallo e Regno Unito non hanno piloti in formazione, ma forniscono un pilota istruttore. Come esempio di questa struttura totalmente integrata, un pilota in formazione americano può avere un pilota istruttore belga, un comandante di volo olandese, un comandante di sezione turca, un ufficiale italiano delle operazioni, e un comandante di squadrone tedesco.
Gli squadroni operativi di formazione sono:
- 88th FTS "Lucky Devils" (T-38C)
- 89th FTS "Banshees" (T-6A)
- 459th FTS "Dragons" (T-6A)
- 469th FTS "Bulls" (T-38C)
- 90th FTS "Boxing Bears" (T-38C)
- 97th FTS "Madcats"...AFRC (Air Force Reserve Command) (T-6A and T-38C)